# Josiah Warren
Josiah Warren, född 26 juni 1798 i Boston, Massachusetts, död 14 april 1874 i Boston, Massachusetts, var en amerikansk individualanarkist och uppfinnare. Warren deltog i Robert Owens utopiska projekt New Harmony, där han, efter misslyckandet och oberoende av Proudhon, utvecklade den praktiska anarkismen. Warren anses vara först att praktisera de mutualistiska tankegångarna, detta efter att ha studerat ett exempel 1827–1830 (Cincinnati Time Store).
År 1833 gav han ut The Peaceful Revolutionist, förmodligen den första anarkistiska tidskriften. Året därefter, 1834, köptes mark av Warren och en grupp lärjungar. Försöket gick snabbt i stöpet på grund av sjukdomar i det låglänta området. I den mutualistiska kolonin Utopia, som grundades 1846 av bland andra Warren, levde ett hundratal personer som var sysselsatta i bland annat kooperativ träindustri. Samhället varade i två decennier innan det så småningom övergick till att bli ett vanligt samhälle med kooperativa tendenser. Ytterligare en koloni, Modern Times, startades av den livet ut frihetlige entusiasten Warren. Bland de många han influerat, däribland en mängd anarkister, figurerar individualanarkismens mest framstående förespråkare Benjamin Tucker. Alternativa valutor som till exempel Lets är en tillämpning av Warrens försök och teorier.